# 維克多·麥爾-荀伯格
維克多·麥爾-荀伯格（德語：Viktor Mayer-Schönberger；1966年—），牛津大学牛津大學網路研究院網路監督及管理學教授。其研究領域有關網路經濟。早期他曾任哈佛大學约翰·F·肯尼迪政府学院教授長達10年。他是《大數據：看龐大資料如何靠分析顛覆一切》（Big Data: A Revolution That Will Transform How We Live, Work, and Think，2013）一書的共同作者，也是《刪除：數位時代被遺忘的美德》（Delete: The Virtue of Forgetting in the Digital Age，2009）的作者，麥爾-荀伯格也憑此書獲得2010年马歇尔·麦克卢汉奖优秀作品，以及2010年唐·K·普萊斯獎科技政治最佳書籍，著述甚繁，已有超過上百篇文章與著作。

## 外部連結
- Why we must remember to delete – and forget – in the digital age （页面存档备份，存于）, article by Stuart Jeffries in The Guardian, 30 June 2011